# Egri Kati
Egri Kati (Budapest, 1953. április 29. –) Jászai Mari-díjas magyar színésznő.

## Életpályája
Édesanyja Náray Teri színésznő, édesapja Egri István színész, rendező, testvére Egri Márta színésznő. Középiskolásként került kapcsolatba a színészettel, diákszínjátszó volt. 1971-ben jelentkezett a Színház- és Filmművészeti Főiskolára. 1975-ben végzett, és a Veszprémi Petőfi Színház tagja lett, ahol egy évadot játszott. 1976-ban a Nemzeti Színházhoz szerződött. 1979 és 1985 között a Szolnoki Szigligeti Színházban játszott, majd 1985-től 1986-ig szabadfoglalkozású művész volt, 1986-ban a Radnóti Színházhoz szerződött. 1991 és 1998 között a Budapesti Kamaraszínház tagja volt. 1998-ban a Zalaegerszegi Hevesi Sándor Színházhoz szerződött, 2006-tól megszűnéséig (2012-ig) a Budapesti Kamaraszínház tagja. Jelenleg több teátrum, például a Karinthy Színház, illetve a Tatabányai Jászai Mari Színház darabjaiban játszik.

## Színpadi szerepei
- Edward Knoblauch: A faun....Lady Alexandra Vancey
- Molière: A képzelt beteg....Toinette
- Harold Pinter: Régi idők
- Henrik Ibsen: Nóra....Lindéné
- Jókai Mór: A hulla férje....Delmaure Olívia
- Nagy András: Anna Karenina pályaudvar....Dolly Oblonszkaja
- Márai Sándor: Kaland....Dr. Pálos Eszter, orvosnő
- Thomas Bernhard: Ritter, Dene, Voss....Ritter
- Eörsi István: Az interjú....Jelena Grabenko
- Hubay Miklós: Tüzet viszek....Éva
- William Shakespeare: Julius Caesar
- George Bernard Shaw: Szent Johanna....Johanna
- Molnár Ferenc: Úri divat....Adél
- Kárpáti Péter: Szingapúr, végállomás....Asztalos Noémi
- Plautus: A hetvenkedő katona....Acroteleutium
- Molière: Tudós nők....Philaminte
- Christopher Marlowe: Dr. Faustus....Mephistophilis
- Bengt Ahlfors: Hamu és pálinka....Kirsti Lindholm
- Katona József: Jeruzsálem pusztulása....Matathias felesége
- Molnár Ferenc: Liliom....Muskátné
- Fejes Endre: Mocorgó....Klein néni
- John Pielmeier: Isten Ágnese....Doktornő
- Edward Albee: Három magányos nő
- Eisemann Mihály–Halász Gyula–Kristóf Károly: Handa-banda....Molly
- Heinrich von Kleist: A Schroffenstein család avagy a Bosszú....Eustache
- William Shakespeare: A makrancos hölgy....Katalin
- Vadnay László: A csúnya lány....Kató
- David Hare: Vissza a fegyverekhez....Jenny Wilbur
- Molière: Tartuffe....Dorine, Marianne komornája
- Bereményi Géza: Laura....Fáskerti
- Szabó Magda: Régimódi történet....Rickl Mária
- Terrence McNally: Alul semmi....Jeanett Bumeister
- Friedrich Dürrenmatt: Az öreg hölgy látogatása....Claire Zachanassian
- Dacia Maraini: Mária és Erzsébet....Erzsébet, Anglia királynője
- Tennessee Williams: Az ifjúság édes madara....Kosmonopolis hercegnő
- Bereményi Géza: Shakespeare királynője....Erzsébet, Anglia királynője
- Carlo Goldoni: A kávéház
- Jaroslav Hašek: Az út avagy Svejk, a derék katona további kalandjai....Katy
- Dale Wasserman: La Mancha lovagja....Antonia
- Alexandre Dumas: A három testőr....Királyné
- Shakespeare: Troilus és Cressida....Cassandra
- Murray Schisga: Szerelem, óh!....Ellen
- Harold Pinter: A születésnap....Lulu
- Shakespeare: III. Richárd....Erzsébet
- Jiří Menzel: A három megesett lány esete....Colombina
- Shakespeare: Hamlet....Gertrud, dán királyné
- William Somerset Maugham: Imádok férjhez menni....Victoria
- Nimwégai Márika csudálatos kalandjai egy kanördöggel....Márika nénje
- Carl Sternheim: A kazetta....Fanny Krull
- Eisemann Mihály – Szilágy László: Zsákbamacska....Kovács Sári
- Fejes Endre: Vonó Ignác....Virág Tekla
- Arthur Schnitzler: Anatol és a nők....Annie
- Örkény István: Pisti a vérzivatarban....Rizi
- Vinyikov–Kracht–Tipot: Szabad szél....Diabolo Pepita
- John Braden: A színezüst csehó....Elisabeth Pennypacker
- Viktor Rozov: Szállnak a darvak....Antonyina
- Pierre Barillet – Jean Pierre Grédy: A kaktusz virága....Stéphanie
- Örkény István: Sötét galamb....Ilona
- Shakespeare: Vízkereszt, vagy amit akartok....Viola
- Pedro Calderón de la Barca: Az élet álom....Rosaura
- Jan Werich–Jiří Voskovec: Hóhér és bolond....Juanilla
- Szophoklész: Elektra....Karvezető
- Örkény István: Kulcskeresők....Katinka
- Shakespeare: A velencei kalmár....Portia, Balthasar, I. lány
- Füst Milán: Margit kisasszony....Margit kisasszony
- Shakespeare: Rómeó és Júlia....Dajka
- Katona József: Bánk bán....Gertrudis, királyné
- Shakespeare: Szentivánéji álom....Dada
- Joseph Stein: Hegedűs a háztetőn....Golde
- Georg Büchner: Danton halála....Eugenie
- Lanford Wilson: Mint két tojás....Sally
- Füst Milán: Máli néni....Tilda
- Páskándi Géza: Egriek, vitézek
- Bertolt Brecht: Kurázsi mama....Kurázsi mama
- Carlo Goldoni: Mirandolina....Mirandolina
- Szabó Magda: Az ajtó....Emerenc
- Móricz Zsigmond: Úri muri....Rhédey Eszter
- Nagy András: A csábítás naplója....A nagynéni
- Bertolt Brecht–Kurt Weill: Koldusopera....Polly
- Alfred Jarry: Láncra vert Übü....Első ájtatos nő
- Schwajda György: Csoda....Veronika

## Filmjei

### Játékfilmek
- Bástyasétány hetvennégy (1974)
- Szerencsés Dániel (1983)
- Hatásvadászok (1983)
- Jött egy busz... (2003)
- Telitalálat (2003)
- Szezon (2004)

### Tévéfilmek
- Illetlenek (1974)
- Néhány első szerelem története (1974)
- A bolondok grófja (1974
- Az utolsó padban (1975)
- Beszterce ostroma 1-3. (1976)
- A szabin nők elrablása
- A Zebegényiek (1978)
- Abigél 1-4. (1978)
- Televáró (1985)
- Pódium (1986)
- Angyalbőrben (1988)
- Öregberény 1-22. (1993-1995)
- Körúti esték (1997)
- Az öt zsaru (1998)
- A harmadik fiú (2006)
- Régimódi történet (2006)
- Jóban Rosszban (2006)
- Pódium-Patt (2009)
- Kurvák iskolája (2011)
- Munkaügyek (2012)
- Humor forrása (2013)
- Barátok közt (2019)

## Szinkronszerepei
- Krisztina királynő (1933) – Ebba – Elizabeth Young
- Csendes Don (1957) – 8. Danyusa - Natalya Arkhangelskaya
- Hely a tetőn (1959)- Susan Brown - Heather Sears
- Silkwood (1983) – Dolly Pelliker – Cher
- Mindent anyámról (1999) – Agrado – Antonia San Juan

## Díjai
- Jászai Mari-díj (1985)
- Színikritikusok díja, a legjobb női főszereplő (Sötét galamb – Szigligeti Színház) (1985)
- Fővárosi Színházi Díj (1999)
- Máriáss József-díj (2004)
- Gundel művészeti díj (2007)
- Budapest Főváros díja
- A Karinthy Színház örökös tagja (2023)[3]
- Szabó Magda-díj (2023)[4]